# (1048) Feodosia
(1048) Feodosia – planetoida z pasa głównego asteroid okrążająca Słońce w ciągu 4 lat i 190 dni w średniej odległości 2,73 au. Została odkryta 29 listopada 1924 roku w Landessternwarte Heidelberg-Königstuhl w Heidelbergu przez Karla Reinmutha. Nazwa planetoidy pochodzi od Teodozji, kurortu na Krymie. Przed jej nadaniem planetoida nosiła oznaczenie tymczasowe (1048) 1924 TP.